# 羅穹
66°44′S 112°50′E / 66.733°S 112.833°E

罗穹及周边地形

羅穹（英語：Law Dome）是南極洲的冰穹，位於威爾克斯地，處於波因塞特角以南，海拔高度1,395米，美國地質調查局根據美國海軍的空中照片把該冰穹繪入地圖。